# 268242 Pebble
268242 Pebble este un asteroid din centura principală, descoperit pe 4 mai 2005, de James Bedient.